# Skallsjö kyrkoruin

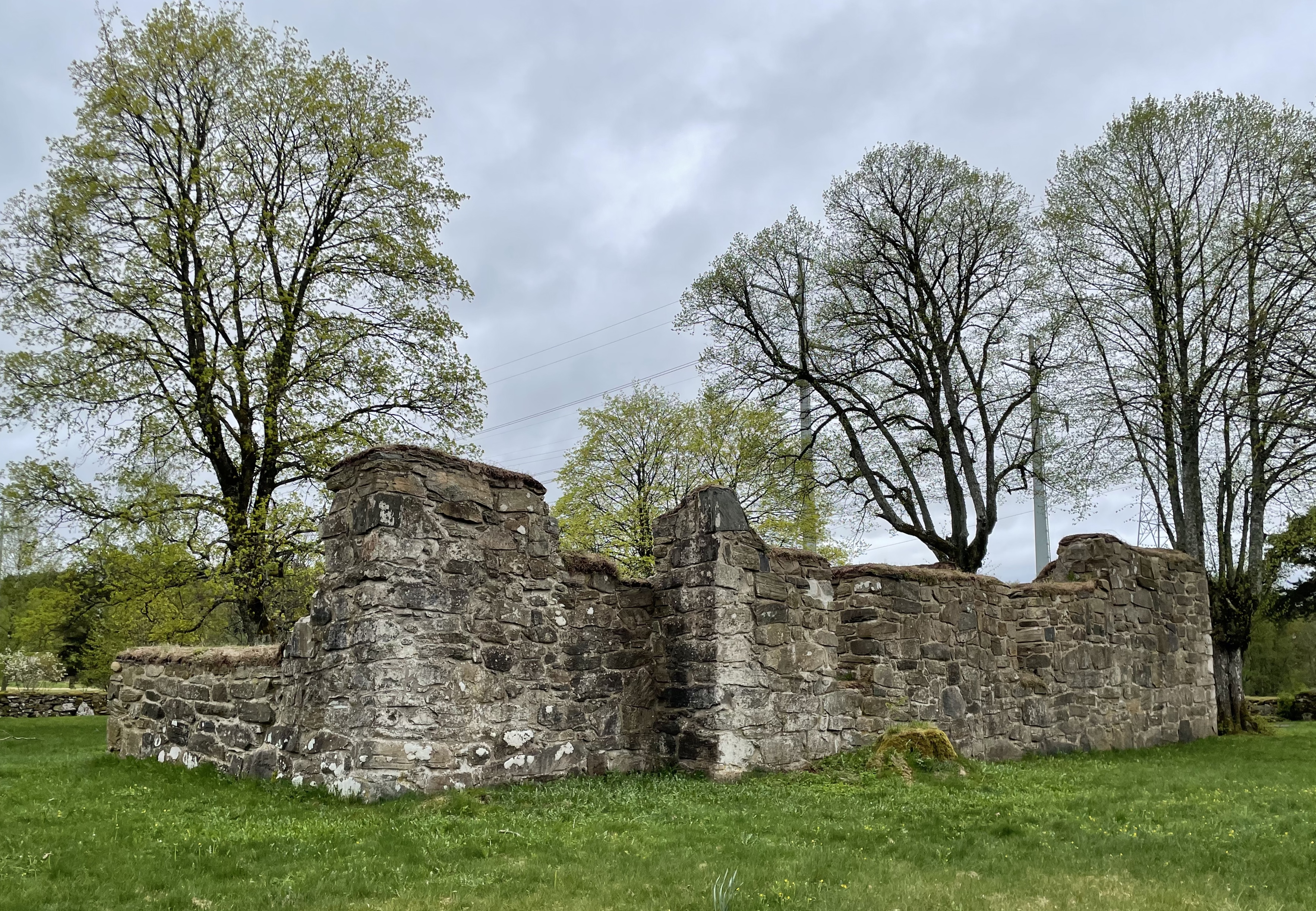
Kyrkoruinen sedd från nordost 2024.

Skallsjö kyrkoruin är de kvarvarande delarna av en tidigare församlingskyrka i Skallsjö socken, Göteborgs stift.

## Historik
De äldsta delarna av kyrkan uppfördes på 1200-talet. År 1685 förlängdes byggnaden ca 9 meter åt öster. Kyrkan uppfördes av gråsten och var putsad både in- och utvändigt. Taket utgjordes av spåntak. I kyrkan fanns familjegravar för ätterna Örnevinge och Trana. En altartavla skänktes 1758 av Conrad Vilhelm von Döbeln. År 1774 reparerades kyrkan, varvid bland annat innertaket välvdes och målades. Vapenhuset i väster murades förmodligen igen under 1800-talet. 
Åren 1861–1863 uppfördes en ny församlingskyrka två kilometer åt nordost och därefter övergavs den gamla kyrkan. På grund av ett kraftigt förfall revs kyrkan 1896. Den gamla kyrkan var inte fredad för åverkan. Till och med gravar i kyrkan blev uppbrutna. Kyrkoruinen renoverades åren 1936–1937. Den medeltida dopfunten har återfunnits och förvaras nu i den nya kyrkan.

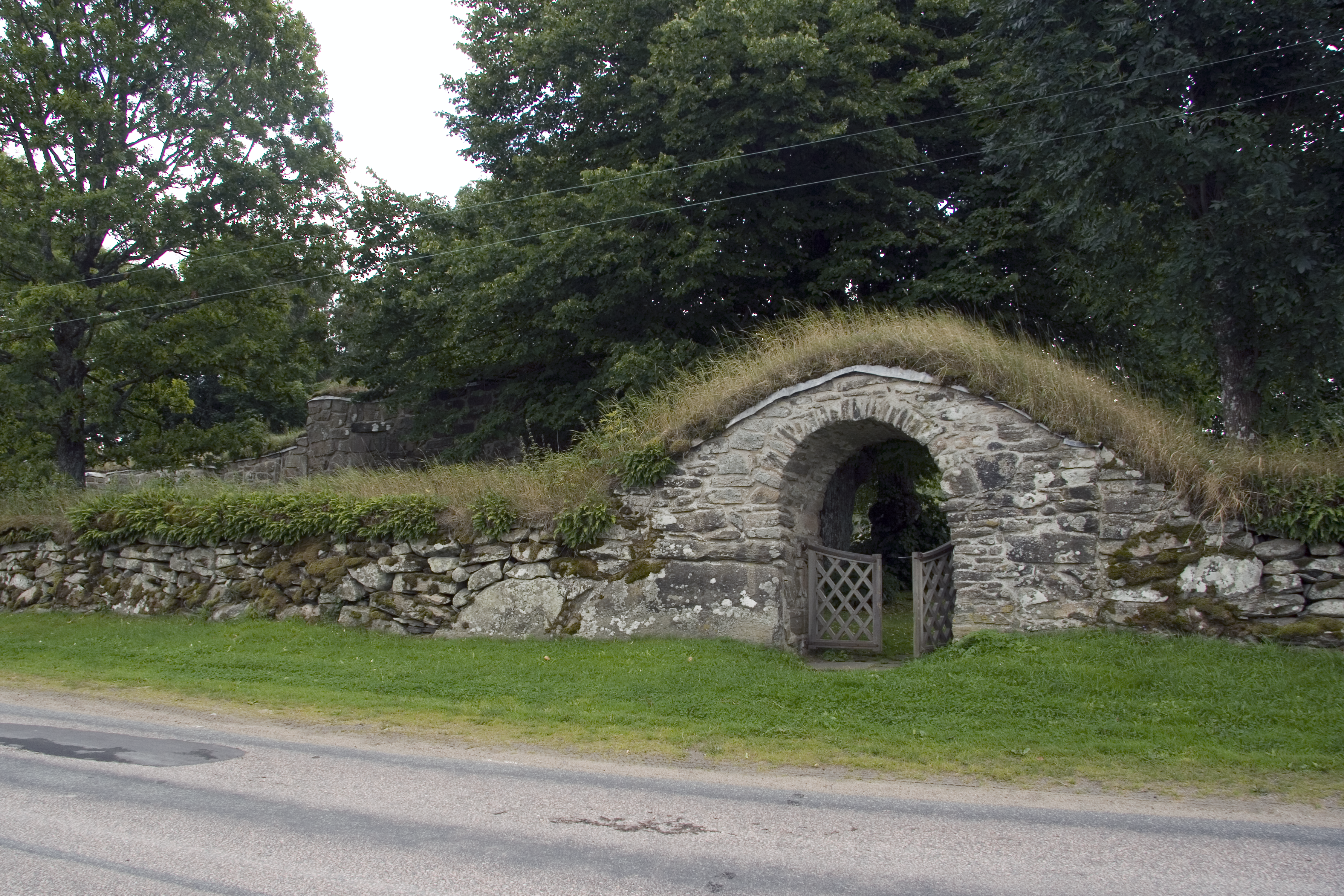
Kyrkogården sedd från norr, 2013.
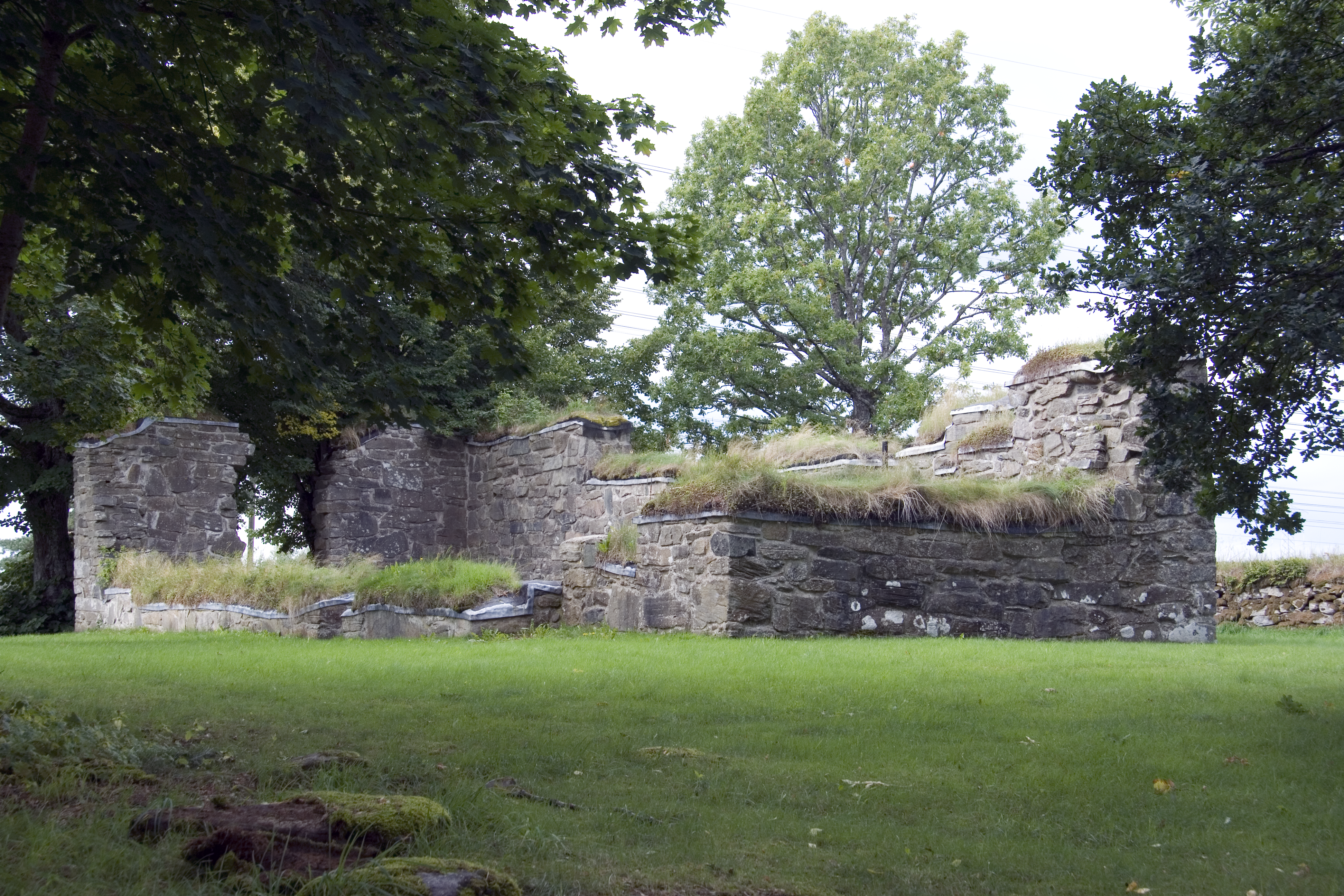
Kyrkoruinen sedd från sydöst, 2013.
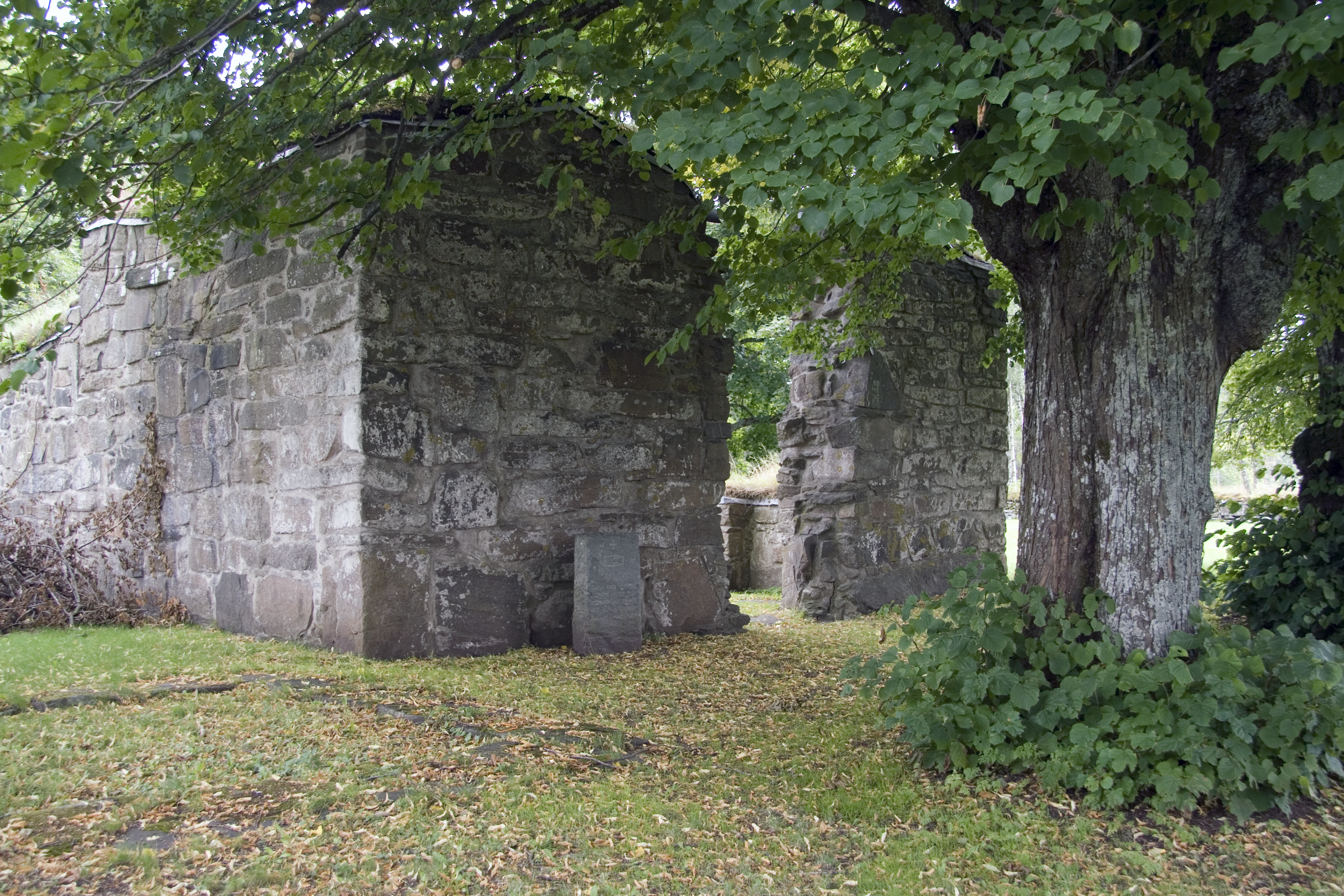
Kyrkoruinen sedd från nordväst, 2013.
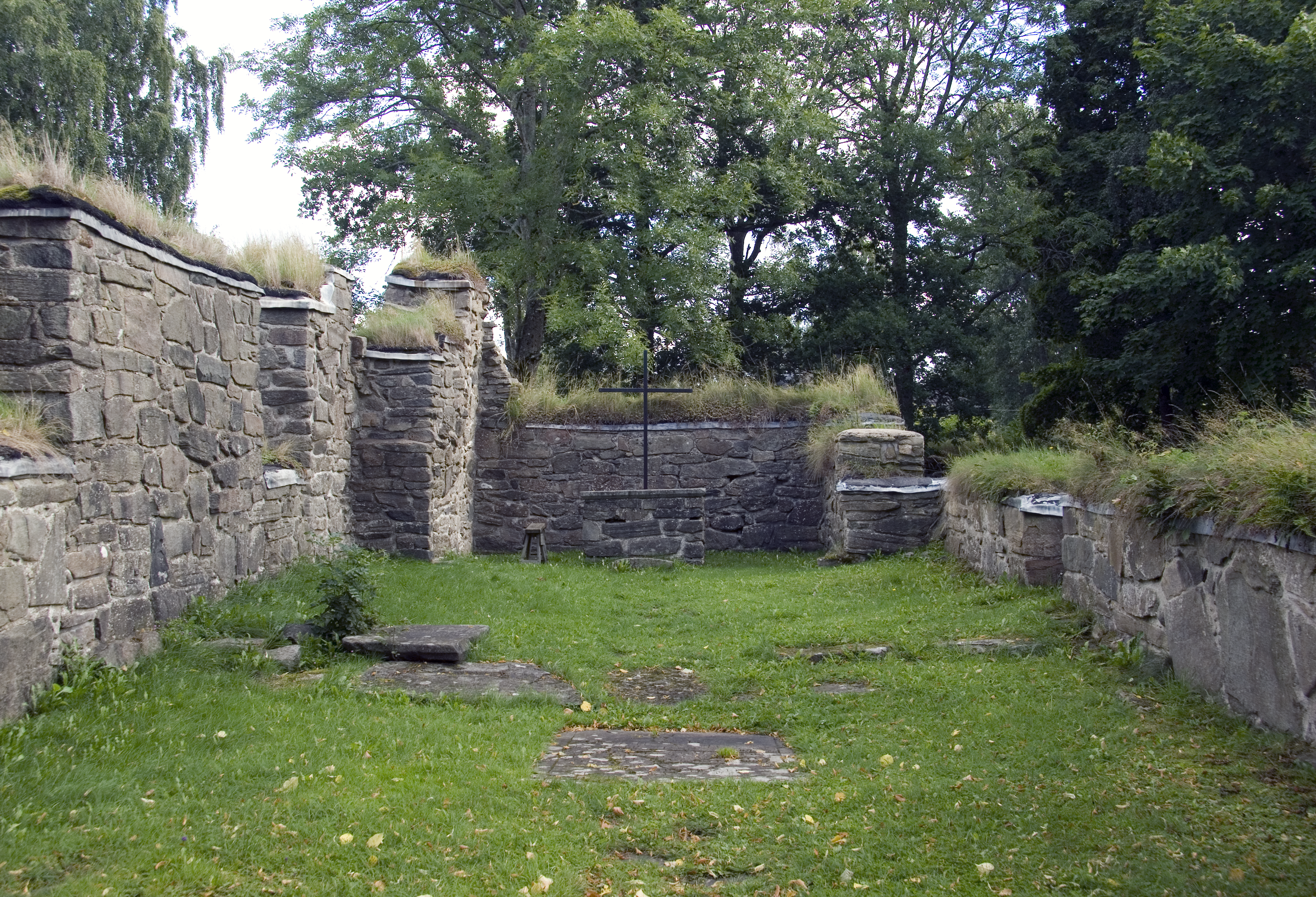
Kyrkoruinen sedd mot öster, 2013.
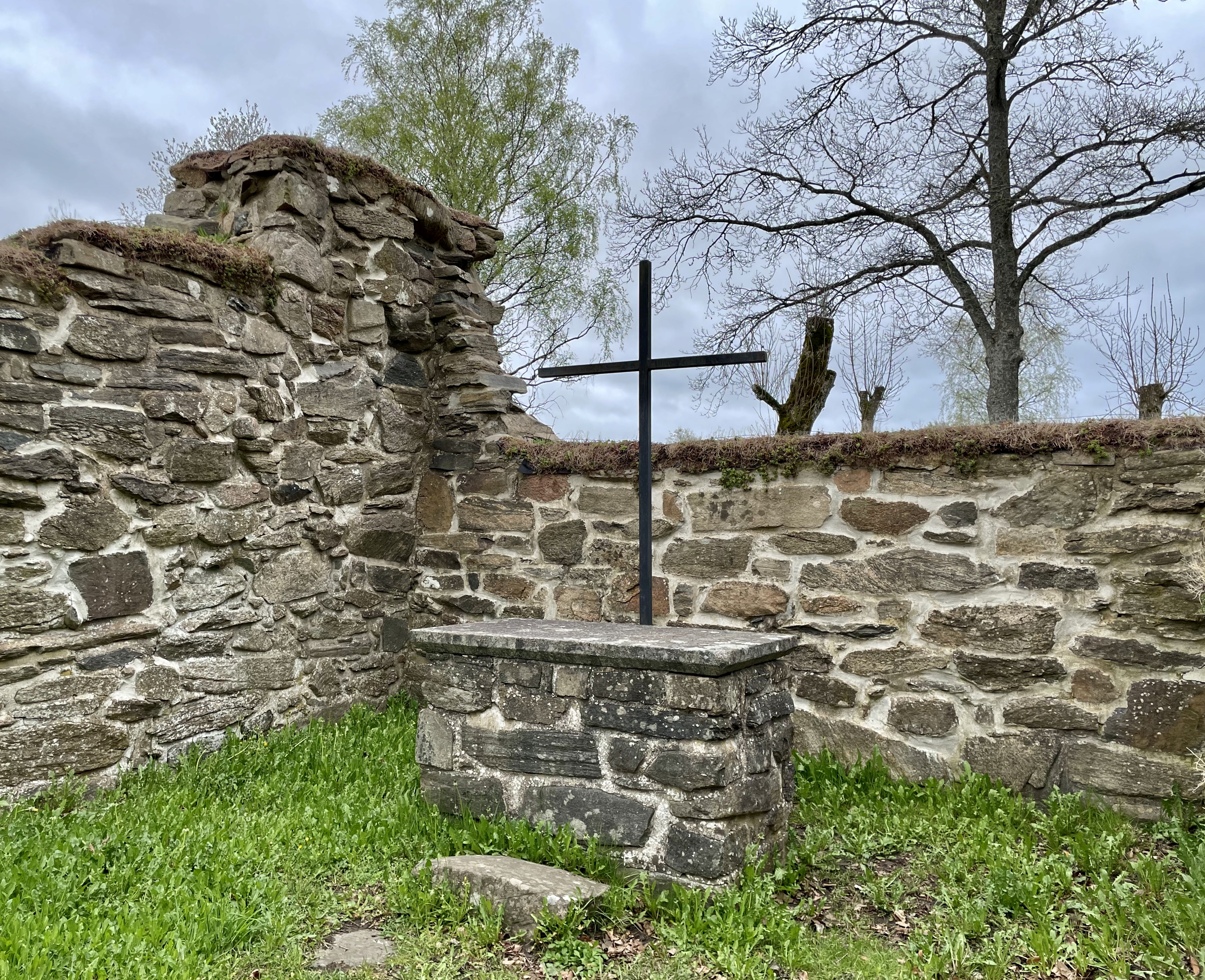
Altaret i kyrkoruinen, 2024.
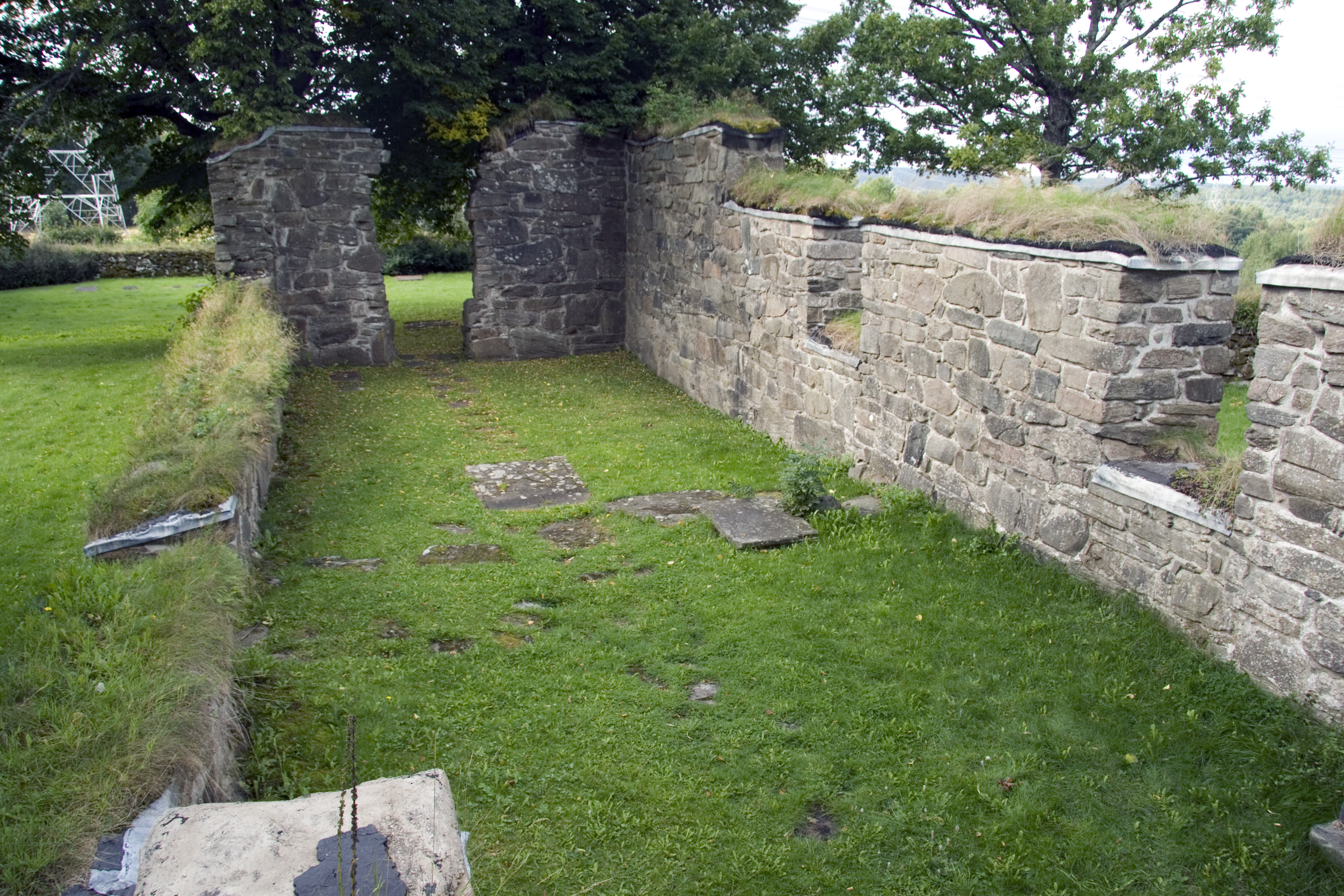
Kyrkoruinen sedd mot väster, 2013.
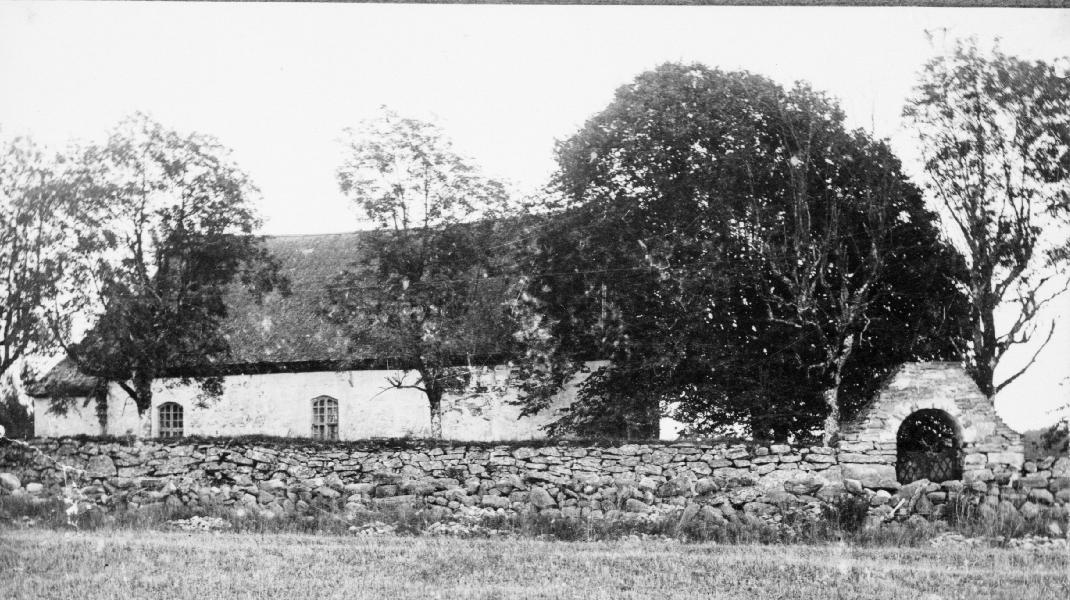
Skallsjö gamla kyrka sedd från norr 1893, tre år innan byggnaden revs.
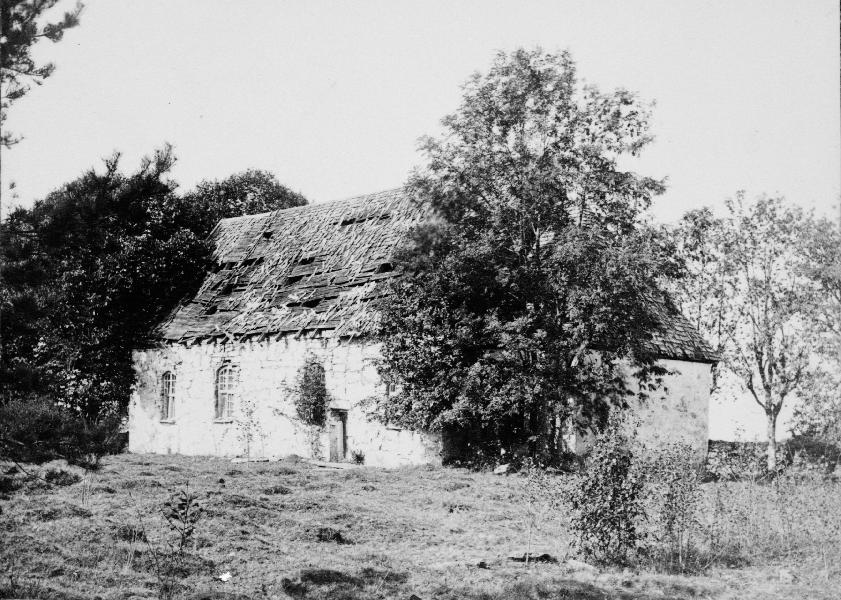
Kyrkan sedd från sydöst, slutet av 1800-talet.
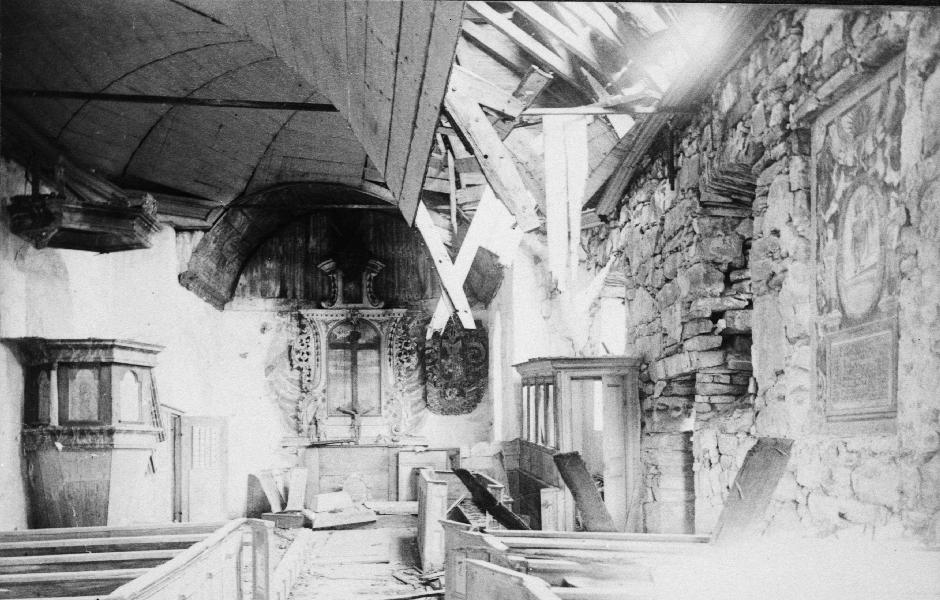
Interiör mot öster, slutet av 1800-talet.
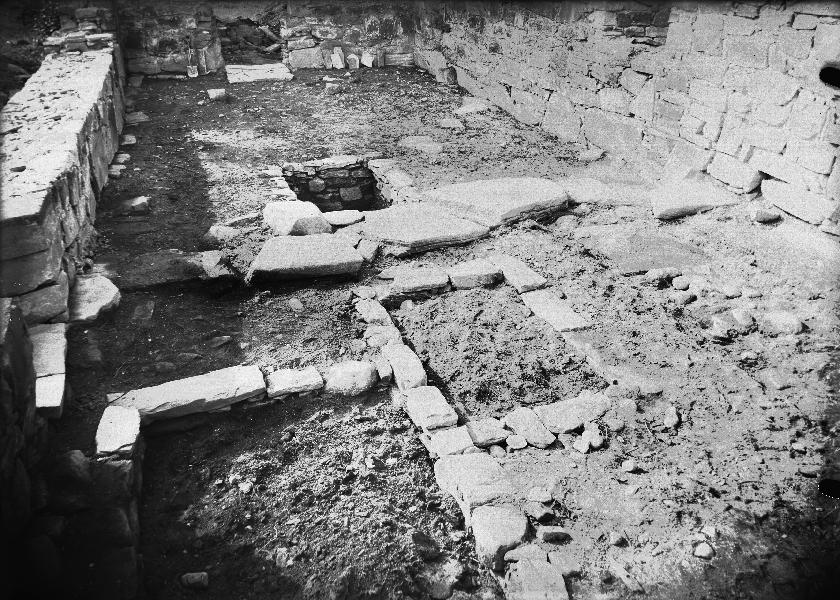
Ruinen mot väster vid utgrävning i mitten av 1900-talet.
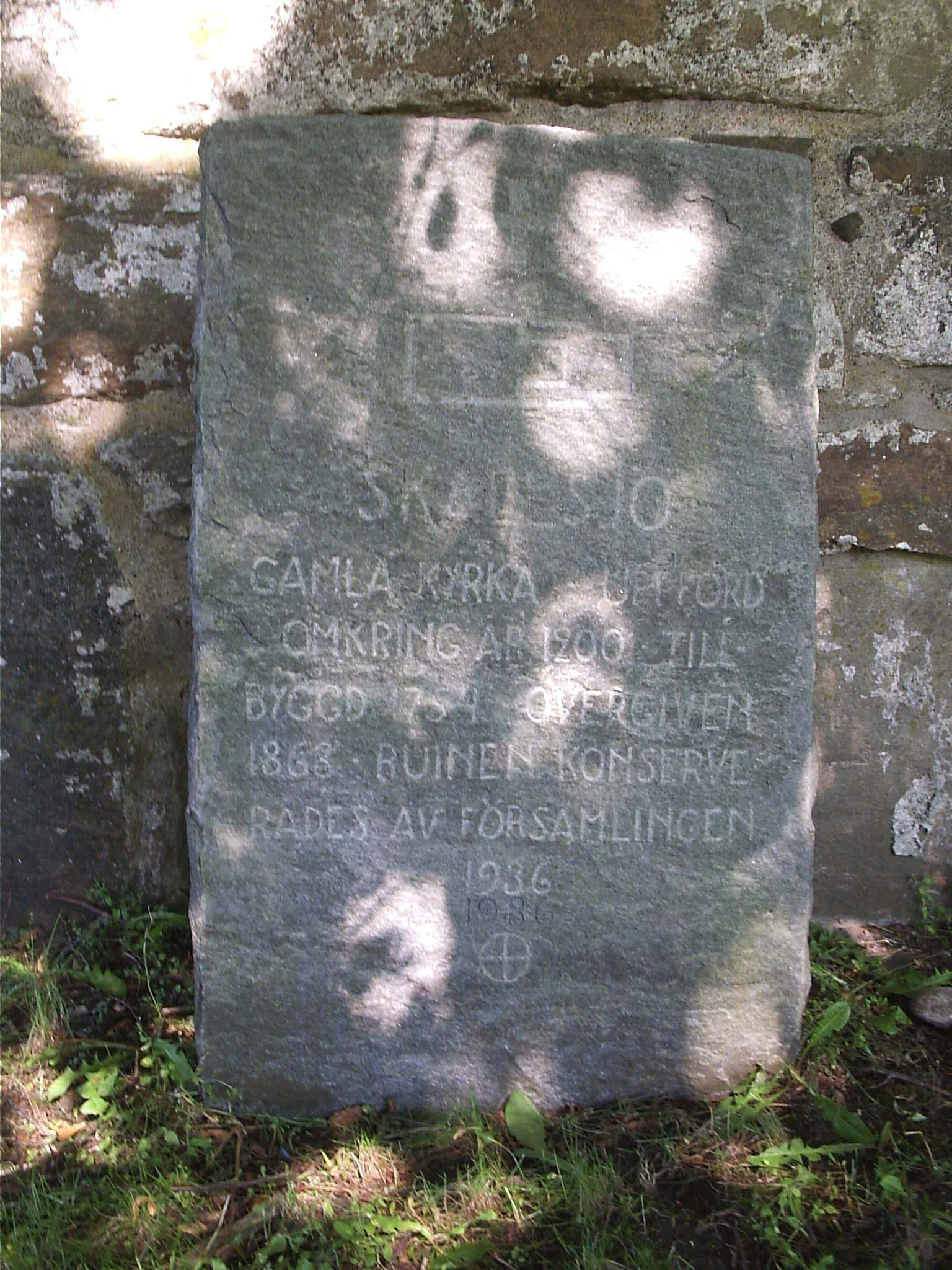
Minnestavla.

## Föremål

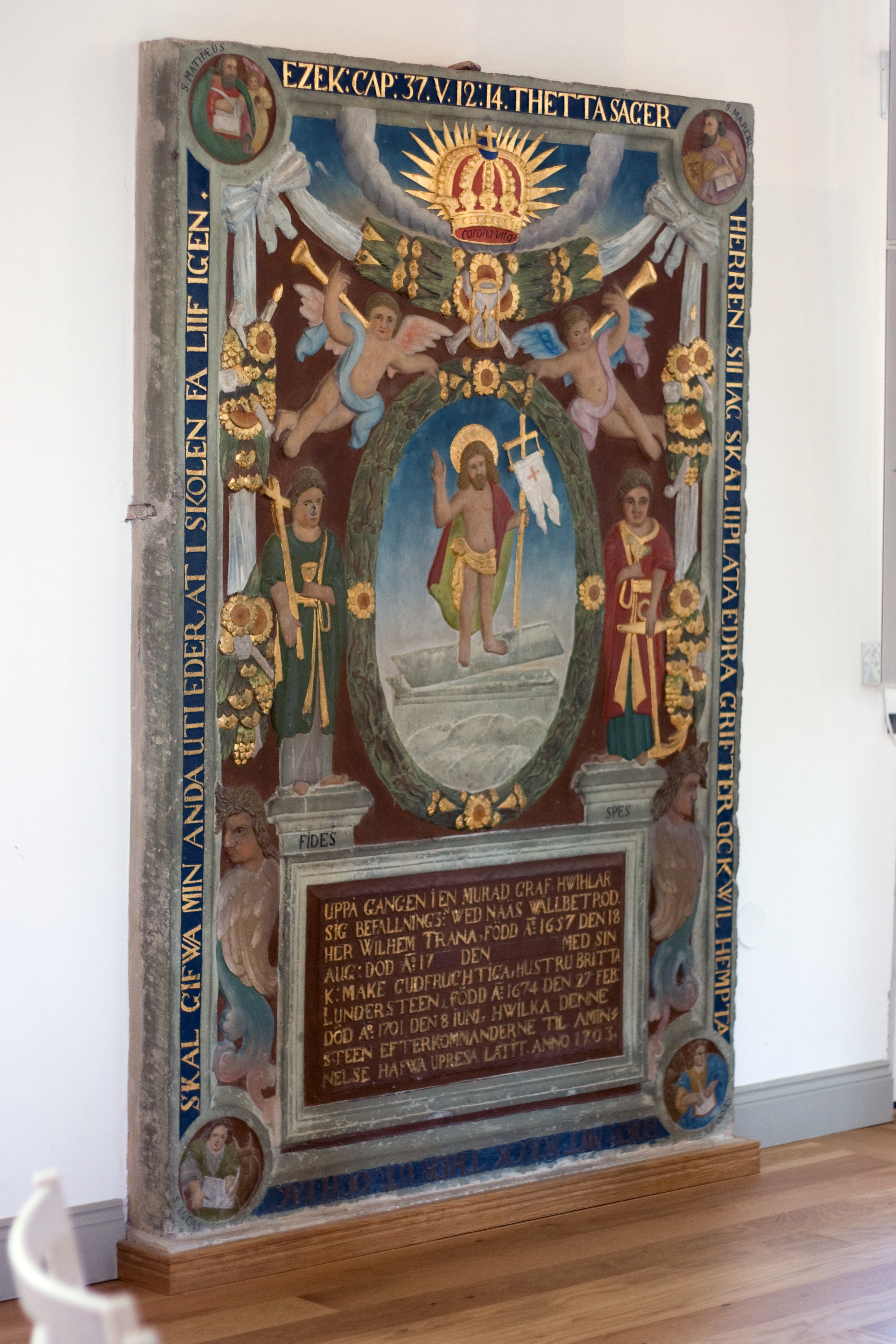
Gravsten över Wilhelm Trana, nu i Nya Skallsjö kyrka.
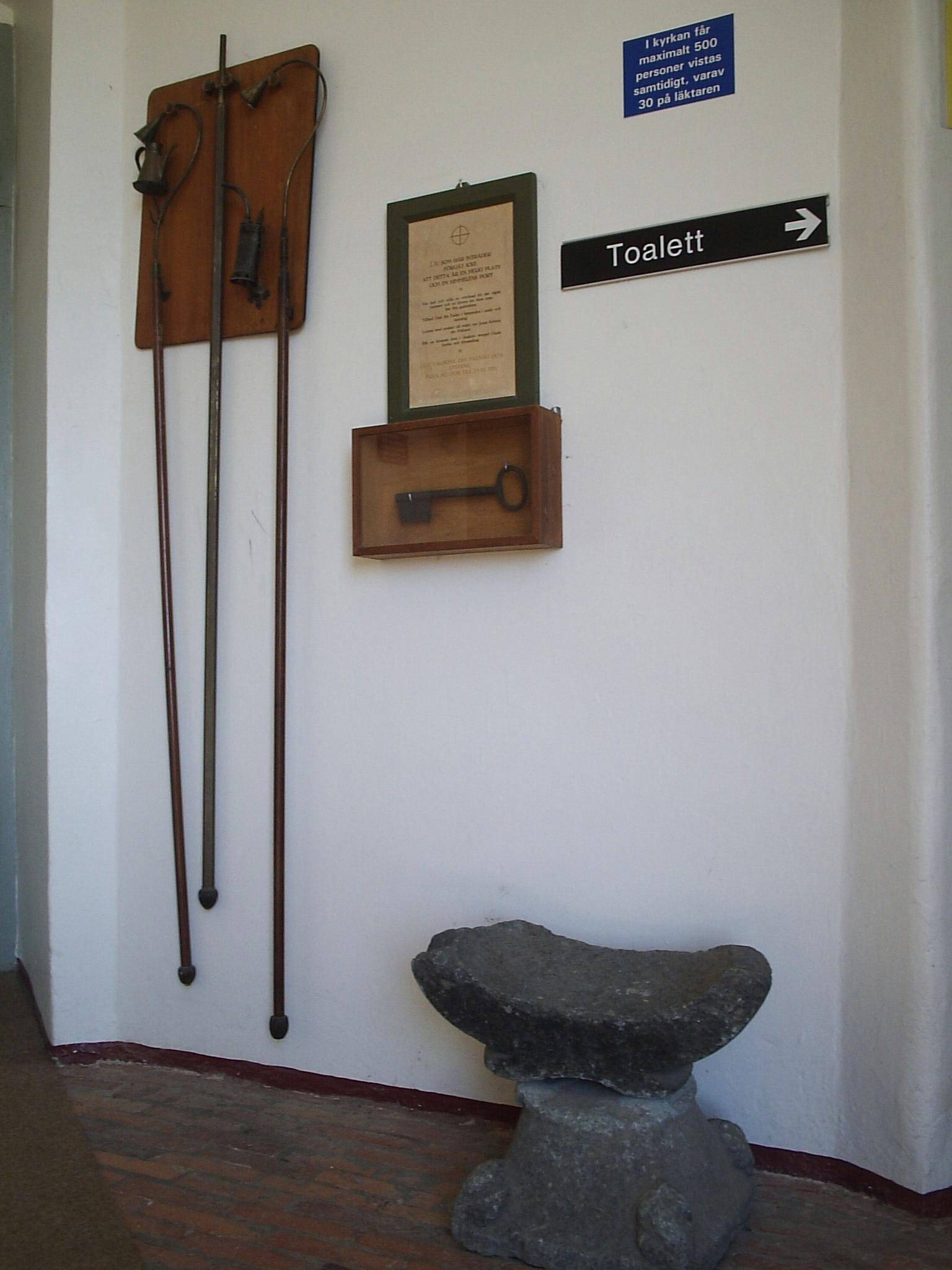
Föremål som förvaras i nya kyrkan.
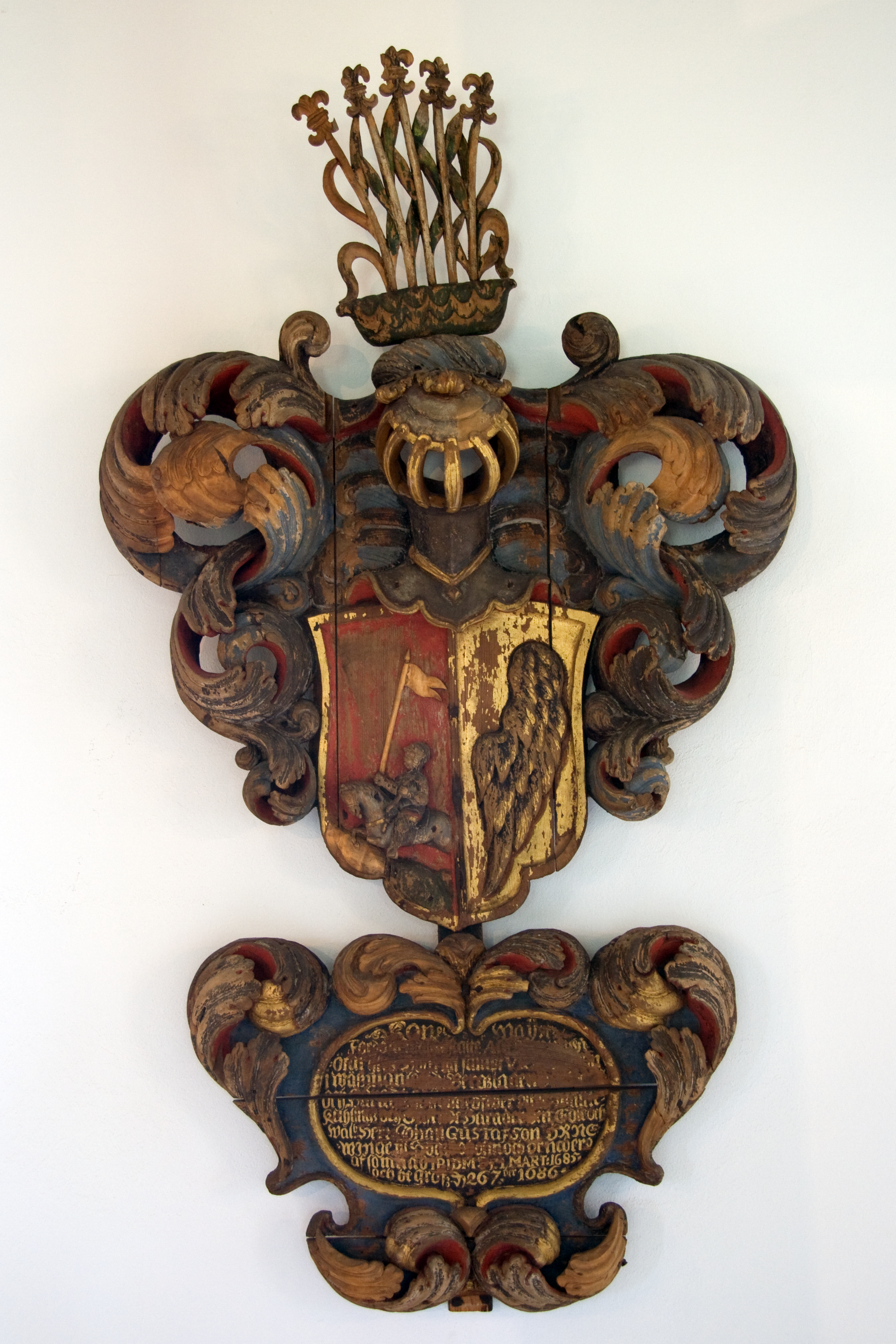
Begravningsvapen över Johan Gustafsson-Örnevinge
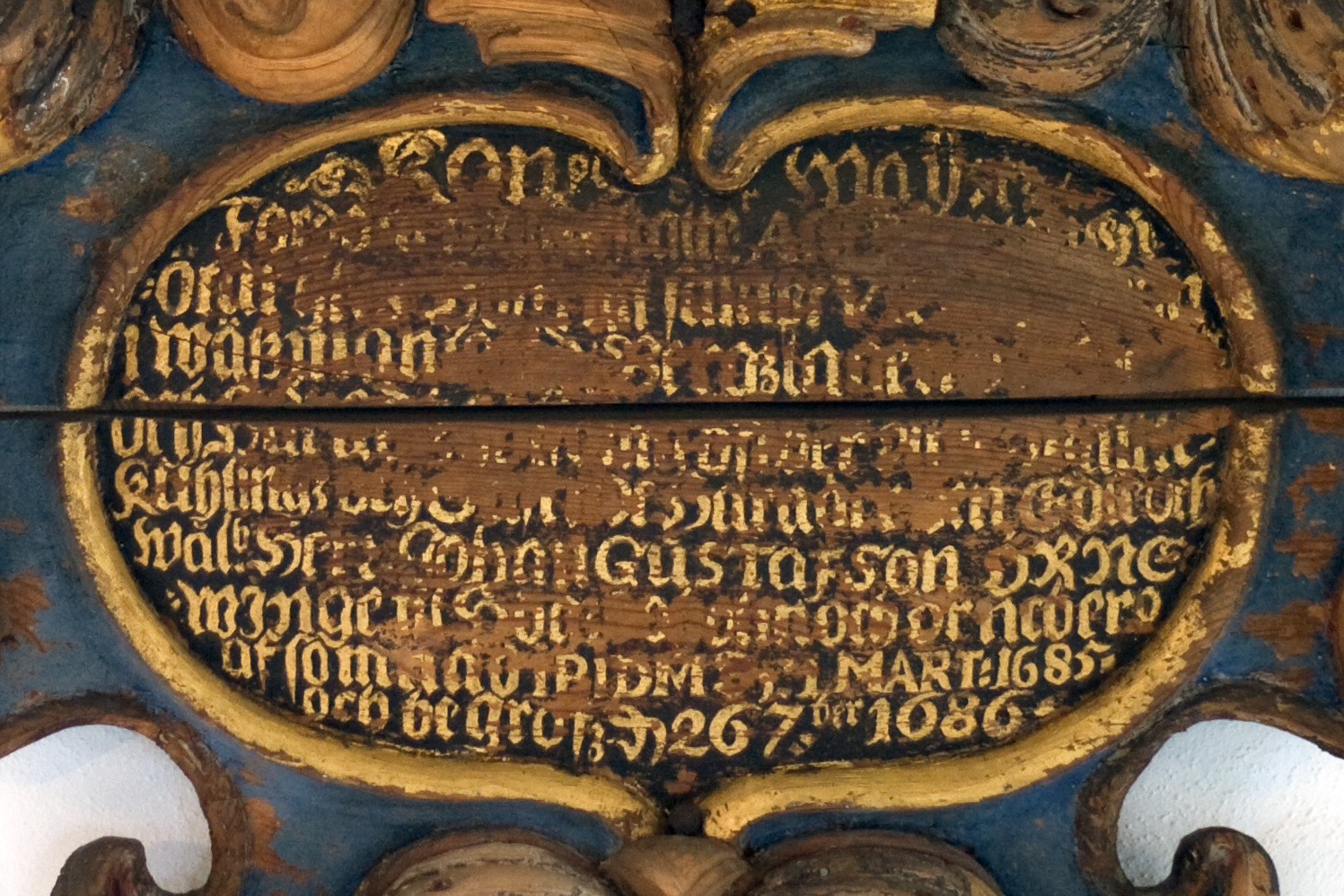
Detalj, begravningsvapen